# 荒川健 (ゲームクリエイター)
荒川 健（あらかわ たけし、1975年6月19日 - ）は、日本のゲームクリエイター。鹿児島県出身。

## 概要
小学生時代よりファミリーベーシックやMSXでのゲーム制作に熱中する。鹿児島県立鹿児島南高等学校卒業後、上京してヒューマンクリエイティブスクールのグラフィックコースに入学。在学中よりゲームメーカーでのアルバイトを経験し、1995年にデザイナーとしてヒューマン入社。初めて関わった作品は「ファイヤープロレスリングシリーズ」であった。
約2年間のヒューマン在籍期間中、グラフィック業務を中心に企画やアーケードマシンの開発にも携わったのち、1998年5月16日にスクウェア（現スクウェア・エニックス）に入社。当初はテクスチャデザイナーであったが、フォントも含めた画面デザイン構成全般を統括するメニューデザイナー職を経て、ディレクターとなった。
その後は『すばらしきこのせかい』で作品全体のディレクションを担当、『ディシディア ファイナルファンタジー』ではディレクションのトップとして製作を指揮するなど仕事の規模を広げていたが、後にスクウェア・エニックスを退社。自身のTwitterアカウントでは、2011年11月30日付で退社したことが明記されている。
グリー入社後はプロデューサーとしても抜擢され、『プロジェクトファンタズマ』（仮称）では同期にスクウェア・エニックスを退社した土田俊郎らと共に製作を行っている。

## 代表作
- ファイナルファンタジーVIII（1999年）モンスターテクスチャアーティスト
- ファイナルファンタジーIX（1999年）テクスチャアーティスト
- ファイナルファンタジーX（2001年）テクスチャアーティスト
- キングダム ハーツ（2002年）テクスチャディレクター
- キングダム ハーツ チェイン オブ メモリーズ（2004年）メニューデザインディレクター
- キングダム ハーツII（2005年）メニューディレクター
- すばらしきこのせかい（2007年）プランニングディレクター
- ディシディア ファイナルファンタジー（2008年）シニアディレクター
- キングダム ハーツ バース バイ スリープ（2010年）インターフェースアート監修